# Ipplepen
Ipplepen är en ort och civil parish i Storbritannien.   Den ligger i grevskapet Devon och riksdelen England, i den södra delen av landet, 270 km väster om huvudstaden London. Ipplepen ligger 62 meter över havet och antalet invånare är 2 172.
Terrängen runt Ipplepen är platt. Runt Ipplepen är det mycket tätbefolkat, med 1 135 invånare per kvadratkilometer. Närmaste större samhälle är Newton Abbot, 4,8 km norr om Ipplepen. Trakten runt Ipplepen består i huvudsak av gräsmarker.